# Fleishman Is in Trouble (minissérie)
Fleishman Is in Trouble (bra: A Nova Vida de Toby) é uma minissérie de televisão via streaming de drama americana criada por Taffy Brodesser-Akner baseada em seu romance de 2019 com o mesmo nome. A série está programada para estrear no FX on Hulu em 17 de novembro de 2022.

## Premissa
Toby Fleishman, um homem de quarenta e poucos anos recém-divorciado, encontra-se imerso no mundo do namoro baseado em aplicativos. Mas quando ele começa a encontrar sucessos que nunca teve em sua juventude, sua ex-esposa Rachel desaparece sem deixar vestígios, deixando-o apenas com seus filhos. Enquanto ele equilibra cuidar de seus filhos, uma promoção no hospital onde trabalha e todas as mulheres em Manhattan, ele percebe que nunca será capaz de descobrir o que aconteceu com sua esposa até que possa ser mais honesto sobre o que aconteceu em seu casamento em primeiro lugar.

## Elenco e personagens

### Principal
- Jesse Eisenberg como Toby Fleishman
- Lizzy Caplan como Libby, uma das melhores amigas de Toby
- Claire Danes como Rachel, ex-mulher de Toby

### Recurring
- Maxim Jasper Swinton como Solly
- Meara Mahoney Gross como Hanna
- Adam Brody como Seth, um dos melhores amigos de Toby
- Joy Suprano
- Michael Gaston como Dr. Bartuck
- Juani Feliz como Alejandra Lopez
- Ralph Adriel Johnson como Logan
- Brian Miskell como Clay
- Christian Slater como Archer Sylvan
- Josh Radnor como Adam

## Episódios
| N.º | Título | Dirigido por                    | Roteiro por           | Lançamento             |
| --- | ------ | ------------------------------- | --------------------- | ---------------------- |
| 1   | ASA    | Jonathan Dayton & Valerie Faris | Taffy Brodesser-Akner | 17 de novembro de 2022 |
| 2   | ASA    | ASA                             | Taffy Brodesser-Akner | 17 de novembro de 2022 |
| 3   | ASA    | ASA                             | Mike Goldbach         | 24 de novembro de 2022 |
| 4   | ASA    | ASA                             | Taffy Brodesser-Akner | 1 de dezembro de 2022  |
| 5   | ASA    | ASA                             | Taffy Brodesser-Akner | 8 de dezembro de 2022  |
| 6   | ASA    | ASA                             | Taffy Brodesser-Akner | 15 de dezembro de 2022 |
| 7   | ASA    | ASA                             | Taffy Brodesser-Akner | 22 de dezembro de 2022 |
| 8   | ASA    | ASA                             | Taffy Brodesser-Akner | 29 de dezembro de 2022 |

Shari Springer Berman e Robert Pulcini também dirigem episódios da série.

## Produção

### Desenvolvimento
Em 12 de setembro de 2019, foi anunciado que a ABC Signature havia vencido uma guerra de lances de 10 estúdios pelos direitos do romance Fleishman Is in Trouble, com o projeto sendo desenvolvido para o FX. Taffy Brodesser-Akner, a autora do romance original, foi contratada para escrever a adaptação, bem como produzir o projeto ao lado de Susannah Grant, Carl Beverly e Sarah Timberman. Em 11 de março de 2021, foi anunciado que o projeto recebeu um pedido de série limitada composta por nove episódios, com a série agora programada para estrear exclusivamente no Hulu como parte do FX on Hulu. Após o anúncio do pedido da série, Brodesser-Akner disse:
Estou emocionada por estender a vida de Fleishman na tela com parceiros tão inteligentes, atenciosos e corajosos. Quando escrevi este livro, meu objetivo era resolver por mim mesma a dinâmica e a política mistificantes do casamento e da meia-idade. Escrever o livro não ajudou muito, então espero que fazer esse show funcione.
Em 13 de agosto de 2021, durante o painel Summer 2021 TCA Press Tour da FX Networks, foi anunciado que a dupla de cineastas de Little Miss Sunshine, Jonathan Dayton e Valerie Faris, foram anexados para dirigir vários episódios da série.
A série limitada está programada para ser lançada em 17 de novembro de 2022, com os dois primeiros episódios disponíveis imediatamente e o restante estreando semanalmente.

### Seleção de elenco
Em novembro de 2021, Lizzy Caplan e Jesse Eisenberg se juntaram ao elenco da série em papéis regulares. Em janeiro de 2022, Claire Danes e Adam Brody se juntaram ao elenco em papéis regulares da série, enquanto Maxim Jasper Swinton e Meara Mahoney Gross se juntaram ao elenco em papéis recorrentes. Em fevereiro de 2022, Joy Suprano se juntou ao elenco em um papel recorrente. Em março de 2022, Michael Gaston, Ralph Adriel Johnson e Brian Miskell se juntaram em papéis recorrentes. Em abril de 2022, Christian Slater e Josh Radnor se juntaram ao elenco em papéis recorrentes.

### Filmagens
A fotografia principal começou em fevereiro de 2022, na cidade de Nova York.